# Seznam premiérů Španělska
Následující seznam obsahuje nejvyšší představitele výkonné moci Španělska od doby, kdy se tato funkce ve Španělsku vynořila. V průběhu dějin měli španělští premiéři různé formální tituly a také různé pravomoci, v několika případech byli zároveň i hlavami státu.

## Bourboni a Bonapartové
| Jméno                                                                       | Nastoupil                                                                   | Skončil                                                                     | Hlava státu                                                                 |
| První tajemník státu (Primer Secretario de Estado y del Despacho Universal) | První tajemník státu (Primer Secretario de Estado y del Despacho Universal) | První tajemník státu (Primer Secretario de Estado y del Despacho Universal) | První tajemník státu (Primer Secretario de Estado y del Despacho Universal) |
| --------------------------------------------------------------------------- | --------------------------------------------------------------------------- | --------------------------------------------------------------------------- | --------------------------------------------------------------------------- |
| José de Grimaldo                                                            | 30. listopad 1714                                                           | 14. leden 1724                                                              | Filip V. Španělský                                                          |
| Juan Bautista de Orendáin                                                   | 14. leden 1724                                                              | 4. září 1724                                                                | Ludvík I. Španělský                                                         |
| José de Grimaldo (podruhé)                                                  | 4. září 1724                                                                | 12. prosinec 1725                                                           | Filip V. Španělský                                                          |
| Juan Guillermo Riperdá                                                      | 12. prosinec 1725                                                           | 14. květen 1726                                                             | Filip V. Španělský                                                          |
| José de Grimaldo (potřetí)                                                  | 14. květen 1726                                                             | 1. říjen 1726                                                               | Filip V. Španělský                                                          |
| Juan Bautista de Orendáin (podruhé)                                         | 1. říjen 1726                                                               | 21. říjen 1734                                                              | Filip V. Španělský                                                          |
| José de Patiño y Morales                                                    | 3. listopad 1734                                                            | 3. listopad 1736                                                            | Filip V. Španělský                                                          |
| Sebastián de la Cuadra y Llarena                                            | 3. listopad 1736                                                            | 4. prosinec 1746                                                            | Filip V. Španělský                                                          |
| José de Carvajal y Lancaster                                                | 4. prosinec 1746                                                            | 8. duben 1754                                                               | Ferdinand VI.                                                               |
| Fernando de Silva y Álvarez de Toledo (zastupující)                         | 8. duben 1754                                                               | 17. květen 1754                                                             | Ferdinand VI.                                                               |
| Ricardo Wall                                                                | 17. květen 1754                                                             | 9. říjen 1763                                                               | Ferdinand VI.                                                               |
| Jerónimo Grimaldi                                                           | 9. říjen 1763                                                               | 25. únor 1777                                                               | Karel III. Španělský                                                        |
| José Moñino y Redondo                                                       | 25. únor 1777                                                               | 28. únor 1792                                                               | Karel III. Španělský                                                        |
| Pedro Pablo Abarca de Bolea (zastupující)                                   | 28. únor 1792                                                               | 15. listopad 1792                                                           | Karel IV. Španělský                                                         |
| Manuel de Godoy                                                             | 15. listopad 1792                                                           | 28. březen 1798                                                             | Karel IV. Španělský                                                         |
| Francisco de Saavedra                                                       | 30. březen 1798                                                             | 21. únor 1799                                                               | Karel IV. Španělský                                                         |
| Mariano Luis de Urquijo (zastupující)                                       | 12. únor 1799                                                               | 13. prosinec 1799                                                           | Karel IV. Španělský                                                         |
| Pedro Ceballos Guerra                                                       | 13. prosinec 1800                                                           | 7. červenec 1808                                                            | Karel IV. Španělský                                                         |
| Ministr státního sekretariátu (Ministro Secretario de Estado)               |                                                                             |                                                                             |                                                                             |
| Mariano Luis de Urquijo                                                     | 7. červenec 1808                                                            | 27. června 1813                                                             | Josef Bonaparte                                                             |
| První tajemník státu (Primer Secretario de Estado)                          |                                                                             |                                                                             |                                                                             |
| José de Luyando (zastupující)                                               | 3. prosinec 1813                                                            | 4. květen 1814                                                              | Ferdinand VII.                                                              |
| José Miguel de Carvajal y Manrique                                          | 4. květen 1814                                                              | 15. listopad 1814                                                           | Ferdinand VII.                                                              |
| Pedro Ceballos Guerra (podruhé)                                             | 15. listopad 1814                                                           | 30. říjen 1816                                                              | Ferdinand VII.                                                              |
| José García de León y Pizarro                                               | 30. říjen 1816                                                              | 14. září 1818                                                               | Ferdinand VII.                                                              |
| Carlos Martínez de Irujo Tacón (zastupující)                                | 14. září 1818                                                               | 12. červen 1819                                                             | Ferdinand VII.                                                              |
| Manuel González Salmón (zastupující)                                        | 12. červen 1819                                                             | 12. září 1819                                                               | Ferdinand VII.                                                              |
| Joaquín José Melgarejo Saurín                                               | 12. září 1819                                                               | 18. březen 1820                                                             | Ferdinand VII.                                                              |
| Evaristo Pérez de Castro                                                    | 18. březen 1820                                                             | 2. březen 1821                                                              | Ferdinand VII.                                                              |
| Joaquín de Anduaga y Siles Cuenca (zastupující)                             | 2. březen 1821                                                              | 23. duben 1821                                                              | Ferdinand VII.                                                              |
| Eusebio Bardají y Azara                                                     | 23. duben 1821                                                              | 8. leden 1822                                                               | Ferdinand VII.                                                              |
| Ramón López Pelegrín (zastupující)                                          | 8. leden 1822                                                               | 24. leden 1822                                                              | Ferdinand VII.                                                              |
| José Gabriel de Silva-Bazán                                                 | 24. leden 1822                                                              | 30. leden 1822                                                              | Ferdinand VII.                                                              |
| Francisco Martínez de la Rosa                                               | 28. únor 1822                                                               | 5. srpen 1822                                                               | Ferdinand VII.                                                              |
| Evaristo Fernández San Miguel y Valledor (zastupující)                      | 5. srpen 1822                                                               | 25. duben 1823                                                              | Ferdinand VII.                                                              |
| José Manuel de Vadillo y Hernández (zastupující)                            | 25. duben 1823                                                              | 7. květen 1823                                                              | Ferdinand VII.                                                              |
| Santiago Usoz y Mozy (zastupujcí)                                           | 7. květen 1823                                                              | 13. květen 1823                                                             | Ferdinand VII.                                                              |
| José María Pando y Remírez de Laredo                                        | 13. květen 1823                                                             | 29. srpen 1823                                                              | Ferdinand VII.                                                              |
| José de Luyando                                                             | 6. září 1823                                                                | 1. října 1823                                                               | Ferdinand VII.                                                              |
| Víctor Damián Sáez                                                          | 25. dubna 1823                                                              | 2. prosince 1823                                                            | Ferdinand VII.                                                              |
| Carlos Martínez de Irujo Tacón                                              | 2. prosinec 1823                                                            | 17. leden 1824                                                              | Ferdinand VII.                                                              |
| Narciso Heredia                                                             | 17. leden 1824                                                              | 11. červenec 1824                                                           | Ferdinand VII.                                                              |
| Francisco Cea Bermúdez                                                      | 11. červenec 1824                                                           | 24. říjen 1825                                                              | Ferdinand VII.                                                              |
| Pedro de Alcántara Álvarez de Toledo                                        | 24. říjen 1825                                                              | 19. srpen 1826                                                              | Ferdinand VII.                                                              |
| Manuel González Salmón                                                      | 19. srpen 1826                                                              | 18. leden 1832                                                              | Ferdinand VII.                                                              |
| Antonio de Saavedra y Jofré (zastupující)                                   | 20. ledna 1832                                                              | 1. říjen 1832                                                               | Ferdinand VII.                                                              |
| Francisco Cea Bermúdez (podruhé)                                            | 1. říjen 1832                                                               | 15. leden 1834                                                              | Isabela II. Španělská                                                       |
| Francisco Martínez de la Rosa (podruhé)                                     | 15. leden 1834                                                              | 7. červen 1835                                                              | Isabela II.                                                                 |
| José María Queipo de Llano                                                  | 7. červen 1835                                                              | 14. září 1835                                                               | Isabela II.                                                                 |
| Miguel Ricardo de Álava                                                     | 14. září 1835                                                               | 25. září 1835                                                               | Isabela II.                                                                 |
| Juan Álvarez Mendizábal (zastupující)                                       | 25. září 1835                                                               | 15. květen 1836                                                             | Isabela II.                                                                 |
| Francisco Javier de Istúriz                                                 | 15. květen 1836                                                             | 14. srpen 1836                                                              | Isabela II.                                                                 |
| José María Calatrava                                                        | 14. srpen 1836                                                              | 18. srpen 1837                                                              | Isabela II.                                                                 |
| Baldomero Espartero                                                         | 18. srpen 1837                                                              | 18. říjen 1837                                                              | Isabela II.                                                                 |
| Eusebio Bardají Azara                                                       | 18. říjen 1837                                                              | 16. prosinec 1837                                                           | Isabela II.                                                                 |
| Narciso Heredia (podruhé)                                                   | 16. prosinec 1837                                                           | 6. září 1838                                                                | Isabela II.                                                                 |
| Bernardino Fernández de Velasco                                             | 6. září 1838                                                                | 9. prosinec 1838                                                            | Isabela II.                                                                 |
| Evaristo Pérez Castro (podruhé)                                             | 9. prosinec 1838                                                            | 20. červenec 1840                                                           | Isabela II.                                                                 |
| Antonio González y González                                                 | 20. červenec 1840                                                           | 12. srpen 1840                                                              | Isabela II.                                                                 |
| Valentín Ferraz                                                             | 12. srpen 1840                                                              | 29. srpen 1840                                                              | Isabela II.                                                                 |
| Modesto Cortázar (zastupující)                                              | 29. srpen 1840                                                              | 11. září 1840                                                               | Isabela II.                                                                 |
| Vicente Sancho                                                              | 11. září 1840                                                               | 16. září 1840                                                               | Isabela II.                                                                 |
| Baldomero Espartero (podruhé)                                               | 16. září 1840                                                               | 10. květen 1841 (formálně)                                                  | Isabela II.                                                                 |
| Joaquín María Ferrer                                                        | 5. říjen 1840                                                               | 20. květen 1841                                                             | Isabela II.                                                                 |
| Antonio González y González (podruhé)                                       | 20. květen 1841                                                             | 17. červen 1842                                                             | Isabela II.                                                                 |
| José Ramón Rodil Campillo                                                   | 17. červen 1842                                                             | 9. květen 1843                                                              | Isabela II.                                                                 |
| Joaquín María López                                                         | 9. květen 1843                                                              | 19. květen 1843                                                             | Isabela II.                                                                 |
| Álvaro Gómez Becerra                                                        | 19. květen 1843                                                             | 23. červenec 1843                                                           | Isabela II.                                                                 |
| Joaquín María López (podruhé)                                               | 23. červenec 1843                                                           | 20. listopad 1843                                                           | Isabela II.                                                                 |
| Salustiano Olózaga                                                          | 20. listopad 1843                                                           | 29. listopad 1843                                                           | Isabela II.                                                                 |
| Luis González Bravo                                                         | 5. prosinec 1843                                                            | 3. květen 1844                                                              | Isabela II.                                                                 |
| Ramón María Narváez                                                         | 3. květen 1844                                                              | 11. únor 1846                                                               | Isabela II.                                                                 |
| Manuel Pando Fernández de Pineda                                            | 12. únor 1846                                                               | 16. březen 1846                                                             | Isabela II.                                                                 |
| Ramón María Narváez (podruhé)                                               | 16. březen 1846                                                             | 5. duben 1846                                                               | Isabela II.                                                                 |
| Francisco Javier Istúriz (podruhé)                                          | 5. duben 1846                                                               | 28. leden 1847                                                              | Isabela II.                                                                 |
| Carlos Martínez de Irujo                                                    | 28. leden 1847                                                              | 28. březen 1847                                                             | Isabela II.                                                                 |
| Joaquín Francisco Pacheco                                                   | 28. březen 1847                                                             | 31. srpen 1847                                                              | Isabela II.                                                                 |
| Florencio García Goyena                                                     | 12. září 1847                                                               | 4. říjen 1847                                                               | Isabela II.                                                                 |
| Ramón María Narváez (potřetí)                                               | 4. říjen 1847                                                               | 19. říjen 1849                                                              | Isabela II.                                                                 |
| Serafín María de Soto                                                       | 19. říjen 1849                                                              | 20. říjen 1849                                                              | Isabela II.                                                                 |
| Ramón María Narváez (počtvrté)                                              | 20. říjen 1849                                                              | 10. leden 1851                                                              | Isabela II.                                                                 |
| Juan Bravo Murillo                                                          | 14. leden 1851                                                              | 14. prosinec 1852                                                           | Isabela II.                                                                 |
| Federico Roncali                                                            | 14. prosinec 1852                                                           | 14. duben 1853                                                              | Isabela II.                                                                 |
| Francisco de Lersundi y Hormaechea                                          | 14. duben 1853                                                              | 19. září 1853                                                               | Isabela II.                                                                 |
| Luis José Sartorius                                                         | 19. září 1853                                                               | 17. červenec 1854                                                           | Isabela II.                                                                 |
| Fernando Fernández de Córdova                                               | 17. červenec 1854                                                           | 18. červenec 1854                                                           | Isabela II.                                                                 |
| Ángel de Saavedra                                                           | 18. červenec 1854                                                           | 19. červenec 1854                                                           | Isabela II.                                                                 |
| Baldomero Espartero (potřetí)                                               | 19. červenec 1854                                                           | 14. červenec 1856                                                           | Isabela II.                                                                 |
| Leopoldo O'Donnell                                                          | 14. červenec 1856                                                           | 12. říjen 1856                                                              | Isabela II.                                                                 |
| Ramón María Narváez (popáté)                                                | 12. říjen 1856                                                              | 15. říjen 1857                                                              | Isabela II.                                                                 |
| Francisco Armero Peñaranda                                                  | 15. říjen 1857                                                              | 14. leden 1858                                                              | Isabela II.                                                                 |
| Francisco Javier Istúriz (potřetí)                                          | 14. leden 1858                                                              | 30. červen 1858                                                             | Isabela II.                                                                 |
| Leopoldo O'Donnell (podruhé)                                                | 30. červen 1858                                                             | 2. březen 1863                                                              | Isabela II.                                                                 |
| Manuel Pando Fernández de Pineda (podruhé)                                  | 2. březen 1863                                                              | 17. leden 1864                                                              | Isabela II.                                                                 |
| Lorenzo Arrazola                                                            | 17. leden 1864                                                              | 1. březen 1864                                                              | Isabela II.                                                                 |
| Alejandro Mon y Menéndez                                                    | 1. březen 1864                                                              | 16. září 1864                                                               | Isabela II.                                                                 |
| Ramón María Narváez (pošesté)                                               | 16. září 1864                                                               | 21. červen 1865                                                             | Isabela II.                                                                 |
| Leopoldo O'Donnell (potřetí)                                                | 21. červen 1865                                                             | 10. červenec 1866                                                           | Isabela II.                                                                 |
| Ramón María Narváez (posedmé)                                               | 10. červenec 1866                                                           | 23. duben 1868                                                              | Isabela II.                                                                 |
| Luis González Bravo (podruhé)                                               | 23. duben 1868                                                              | 19. září 1868                                                               | Isabela II.                                                                 |
| José Gutiérrez de la Concha                                                 | 19. září 1868                                                               | 8. říjen 1868                                                               | Isabela II.                                                                 |

## Od pádu Bourbonů do současnosti
| Jméno                                                       | Jméno                                    | Nastoupil                                | Skončil                                  | Strana                                         | Hlava státu                                       |                                          |                                          |                                          |
| Předsedové prozatímních vlád (1868–1873)                    | Předsedové prozatímních vlád (1868–1873) | Předsedové prozatímních vlád (1868–1873) | Předsedové prozatímních vlád (1868–1873) | Předsedové prozatímních vlád (1868–1873)       | Předsedové prozatímních vlád (1868–1873)          | Předsedové prozatímních vlád (1868–1873) | Předsedové prozatímních vlád (1868–1873) | Předsedové prozatímních vlád (1868–1873) |
| ----------------------------------------------------------- | ---------------------------------------- | ---------------------------------------- | ---------------------------------------- | ---------------------------------------------- | ------------------------------------------------- | ---------------------------------------- | ---------------------------------------- | ---------------------------------------- |
|                                                             | Francisco Serrano                        | 8. říjen 1868                            | 18. červen 1869                          | Liberální unie                                 | Premiér byl zároveň hlavou státu                  |                                          |                                          |                                          |
|                                                             | Juan Prim                                | 18. červen 1869                          | 27. prosinec 1870                        | Progresivní                                    | Regent Francisco Serrano Domínguez                |                                          |                                          |                                          |
|                                                             | Juan Bautista Topete (zastupující)       | 27. prosinec 1870                        | 4. leden 1871                            | Liberální unie                                 | Regent Francisco Serrano Domínguez                |                                          |                                          |                                          |
| Předsedové rady ministrů Španělského království (1871–1873) |                                          |                                          |                                          |                                                |                                                   |                                          |                                          |                                          |
|                                                             | Francisco Serrano (podruhé)              | 4. leden 1871                            | 24. červenec 1871                        | Liberální unie                                 | Král Amadeus I.                                   |                                          |                                          |                                          |
|                                                             | Manuel Ruiz Zorrilla                     | 24. červenec 1871                        | 5. říjen 1871                            | Radikální demokrat                             | Král Amadeus I.                                   |                                          |                                          |                                          |
|                                                             | José Malcampo                            | 5. říjen 1871                            | 21. prosinec 1871                        | Konstituční                                    | Král Amadeus I.                                   |                                          |                                          |                                          |
|                                                             | Práxedes Mateo Sagasta                   | 21. prosinec 1871                        | 26. květen 1872                          | Konstituční                                    | Král Amadeus I.                                   |                                          |                                          |                                          |
|                                                             | Francisco Serrano (potřetí)              | 26. květen 1872                          | 13. červen 1872                          | Liberální unie                                 | Král Amadeus I.                                   |                                          |                                          |                                          |
|                                                             | Manuel Ruiz Zorrilla (podruhé)           | 13. červen 1872                          | 12. únor 1873                            | Radikální demokrat                             | Král Amadeus I.                                   |                                          |                                          |                                          |
| Předsedové rady ministrů Španělské republiky (1873–1874)    |                                          |                                          |                                          |                                                |                                                   |                                          |                                          |                                          |
|                                                             | Estanislao Figueras                      | 12. únor 1873                            | 11. červen 1873                          | Federální republikánská strana                 | Premiér byl zároveň hlavou státu                  |                                          |                                          |                                          |
|                                                             | Francisco Pi y Margall                   | 11. červen 1873                          | 18. červenec 1873                        | Federální republikánská strana                 | Premiér byl zároveň hlavou státu                  |                                          |                                          |                                          |
|                                                             | Nicolás Salmerón                         | 18. červenec 1873                        | 7. září 1873                             | Federální republikánská strana                 | Premiér byl zároveň hlavou státu                  |                                          |                                          |                                          |
|                                                             | Emilio Castelar                          | 7. září 1873                             | 3. leden 1874                            | Federální republikánská strana                 | Premiér byl zároveň hlavou státu                  |                                          |                                          |                                          |
|                                                             | Francisco Serrano (počtvrté)             | 3. leden 1874                            | 26. únor 1874                            | Konzervativní (Diktatura)                      | Premiér byl zároveň hlavou státu                  |                                          |                                          |                                          |
|                                                             | Juan de Zavala                           | 26. únor 1874                            | 3. září 1874                             | Konzervativní (Diktatura)                      | Předseda exekutivy Francisco Serrano Domínguez    |                                          |                                          |                                          |
|                                                             | Práxedes Mateo Sagasta (podruhé)         | 3. září 1874                             | 31. prosinec 1874                        | Konstituční (Diktatura)                        | Předseda exekutivy Francisco Serrano Domínguez    |                                          |                                          |                                          |
| Předseda rady ministrů Španělského království (1874–1931)   |                                          |                                          |                                          |                                                |                                                   |                                          |                                          |                                          |
|                                                             | Antonio Cánovas del Castillo             | 31. prosinec 1874                        | 12. září 1875                            | Konzervativní                                  | Král Alfons XII. (1874–1885)                      |                                          |                                          |                                          |
|                                                             | Joaquín Jovellar                         | 12. září 1875                            | 2. prosinec 1875                         | Konzervativní                                  | Král Alfons XII. (1874–1885)                      |                                          |                                          |                                          |
|                                                             | Antonio Cánovas del Castillo (podruhé)   | 2. prosinec 1875                         | 7. březen 1879                           | Konzervativní                                  | Král Alfons XII. (1874–1885)                      |                                          |                                          |                                          |
|                                                             | Arsenio Martínez Campos                  | 7. březen 1879                           | 9. prosinec 1879                         | Konzervativní                                  | Král Alfons XII. (1874–1885)                      |                                          |                                          |                                          |
|                                                             | Antonio Cánovas del Castillo (potřetí)   | 9. prosinec 1879                         | 8. únor 1881                             | Konzervativní                                  | Král Alfons XII. (1874–1885)                      |                                          |                                          |                                          |
|                                                             | Práxedes Mateo Sagasta (potřetí)         | 8. únor 1881                             | 13. říjen 1883                           | Liberální                                      | Král Alfons XII. (1874–1885)                      |                                          |                                          |                                          |
|                                                             | José Posada Herrera                      | 13. říjen 1883                           | 18. leden 1884                           | Liberální                                      | Král Alfons XII. (1874–1885)                      |                                          |                                          |                                          |
|                                                             | Antonio Cánovas del Castillo (počtvrté)  | 18. leden 1884                           | 27. listopad 1885                        | Konzervativní                                  | Král Alfons XII. (1874–1885)                      |                                          |                                          |                                          |
|                                                             | Práxedes Mateo Sagasta (počtvrté)        | 27. listopad 1885                        | 5. červenec 1890                         | Liberální                                      | Regentka Marie Kristýna Rakouská (1885–1902)      |                                          |                                          |                                          |
|                                                             | Antonio Cánovas del Castillo (popáté)    | 5. červenec 1890                         | 11. prosinec 1892                        | Konzervativní                                  | Regentka Marie Kristýna Rakouská (1885–1902)      |                                          |                                          |                                          |
|                                                             | Práxedes Mateo Sagasta (popáté)          | 11. prosinec 1892                        | 23. březen 1895                          | Liberální                                      | Regentka Marie Kristýna Rakouská (1885–1902)      |                                          |                                          |                                          |
|                                                             | Antonio Cánovas del Castillo (pošesté)   | 23. březen 1895                          | 8. srpen 1897                            | Konzervativní                                  | Regentka Marie Kristýna Rakouská (1885–1902)      |                                          |                                          |                                          |
|                                                             | Marcelo Azcárraga                        | 8. srpen 1897                            | 4. říjen 1897                            | Konzervativní                                  | Regentka Marie Kristýna Rakouská (1885–1902)      |                                          |                                          |                                          |
|                                                             | Práxedes Mateo Sagasta (pošesté)         | 4. říjen 1897                            | 4. březen 1899                           | Liberální                                      | Regentka Marie Kristýna Rakouská (1885–1902)      |                                          |                                          |                                          |
|                                                             | Francisco Silvela                        | 4. březen 1899                           | 23. říjen 1900                           | Konzervativní                                  | Regentka Marie Kristýna Rakouská (1885–1902)      |                                          |                                          |                                          |
|                                                             | Marcelo Azcárraga (podruhé)              | 23. říjen 1900                           | 6. březen 1901                           | Konzervativní                                  | Regentka Marie Kristýna Rakouská (1885–1902)      |                                          |                                          |                                          |
|                                                             | Práxedes Mateo Sagasta (posedmé)         | 6. březen 1901                           | 6. prosinec 1902                         | Liberální                                      | Král Alfons XIII. (1902–1931)                     |                                          |                                          |                                          |
|                                                             | Francisco Silvela (podruhé)              | 6. prosinec 1902                         | 20. červenec 1903                        | Konzervativní                                  | Král Alfons XIII. (1902–1931)                     |                                          |                                          |                                          |
|                                                             | Raimundo Fernández Villaverde            | 20. červenec 1903                        | 5. prosinec 1903                         | Konzervativní                                  | Král Alfons XIII. (1902–1931)                     |                                          |                                          |                                          |
|                                                             | Antonio Maura                            | 5. prosinec 1903                         | 16. prosinec 1904                        | Konzervativní                                  | Král Alfons XIII. (1902–1931)                     |                                          |                                          |                                          |
|                                                             | Marcelo Azcárraga (potřetí)              | 16. prosinec 1904                        | 27. leden 1905                           | Konzervativní                                  | Král Alfons XIII. (1902–1931)                     |                                          |                                          |                                          |
|                                                             | Raimundo Fernández Villaverde (podruhé)  | 27. leden 1905                           | 23. červen 1905                          | Konzervativní                                  | Král Alfons XIII. (1902–1931)                     |                                          |                                          |                                          |
|                                                             | Eugenio Montero Ríos                     | 23. červen 1905                          | 1. prosinec 1905                         | Liberální                                      | Král Alfons XIII. (1902–1931)                     |                                          |                                          |                                          |
|                                                             | Segismundo Moret                         | 1. prosinec 1905                         | 6. červenec 1906                         | Liberální                                      | Král Alfons XIII. (1902–1931)                     |                                          |                                          |                                          |
|                                                             | José López Domínguez                     | 6. červenec 1906                         | 30. listopad 1906                        | Liberální                                      | Král Alfons XIII. (1902–1931)                     |                                          |                                          |                                          |
|                                                             | Segismundo Moret (podruhé)               | 30. listopad 1906                        | 4. prosinec 1906                         | Liberální                                      | Král Alfons XIII. (1902–1931)                     |                                          |                                          |                                          |
|                                                             | Antonio Aguilar y Correa                 | 4. prosinec 1906                         | 25. leden 1907                           | Liberální                                      | Král Alfons XIII. (1902–1931)                     |                                          |                                          |                                          |
|                                                             | Antonio Maura (podruhé)                  | 25. leden 1907                           | 21. říjen 1909                           | Konzervativní                                  | Král Alfons XIII. (1902–1931)                     |                                          |                                          |                                          |
|                                                             | Segismundo Moret (potřetí)               | 21. říjen 1909                           | 9. únor 1910                             | Liberální                                      | Král Alfons XIII. (1902–1931)                     |                                          |                                          |                                          |
|                                                             | José Canalejas                           | 9. únor 1910                             | 12. listopad 1912                        | Liberální                                      | Král Alfons XIII. (1902–1931)                     |                                          |                                          |                                          |
|                                                             | Manuel García Prieto (zastupující)       | 12. listopad 1912                        | 14. listopad 1912                        | Liberální                                      | Král Alfons XIII. (1902–1931)                     |                                          |                                          |                                          |
|                                                             | Álvaro de Figueroa                       | 14. listopad 1912                        | 27. říjen 1913                           | Liberální                                      | Král Alfons XIII. (1902–1931)                     |                                          |                                          |                                          |
|                                                             | Eduardo Dato                             | 27. říjen 1913                           | 9. prosinec 1915                         | Konzervativní                                  | Král Alfons XIII. (1902–1931)                     |                                          |                                          |                                          |
|                                                             | Álvaro de Figueroa (podruhé)             | 9. prosinec 1915                         | 19. duben 1917                           | Liberální                                      | Král Alfons XIII. (1902–1931)                     |                                          |                                          |                                          |
|                                                             | Manuel García Prieto                     | 19. duben 1917                           | 11. červen 1917                          | Liberální                                      | Král Alfons XIII. (1902–1931)                     |                                          |                                          |                                          |
|                                                             | Eduardo Dato (podruhé)                   | 11. červen 1917                          | 3. listopad 1917                         | Konzervativní                                  | Král Alfons XIII. (1902–1931)                     |                                          |                                          |                                          |
|                                                             | Manuel García Prieto (podruhé)           | 3. listopad 1917                         | 22. březen 1918                          | Liberální                                      | Král Alfons XIII. (1902–1931)                     |                                          |                                          |                                          |
|                                                             | Antonio Maura (potřetí)                  | 22. březen 1918                          | 9. listopad 1918                         | Konzervativní                                  | Král Alfons XIII. (1902–1931)                     |                                          |                                          |                                          |
|                                                             | Manuel García Prieto (potřetí)           | 9. listopad 1918                         | 5. prosinec 1918                         | Liberální                                      | Král Alfons XIII. (1902–1931)                     |                                          |                                          |                                          |
|                                                             | Álvaro de Figueroa (potřetí)             | 5. prosinec 1918                         | 15. duben 1919                           | Liberální                                      | Král Alfons XIII. (1902–1931)                     |                                          |                                          |                                          |
|                                                             | Antonio Maura (počtvrté)                 | 15. duben 1919                           | 20. červenec 1919                        | Konzervativní                                  | Král Alfons XIII. (1902–1931)                     |                                          |                                          |                                          |
|                                                             | Joaquín Sánchez de Toca                  | 20. červenec 1919                        | 12. prosinec 1919                        | Konzervativní                                  | Král Alfons XIII. (1902–1931)                     |                                          |                                          |                                          |
|                                                             | Manuel Allendesalazar                    | 12. prosinec 1919                        | 5. květen 1920                           | Konzervativní                                  | Král Alfons XIII. (1902–1931)                     |                                          |                                          |                                          |
|                                                             | Eduardo Dato (potřetí)                   | 5. květen 1920                           | 8. březen 1921                           | Konzervativní                                  | Král Alfons XIII. (1902–1931)                     |                                          |                                          |                                          |
|                                                             | Gabino Bugallal Araújo (zastupující)     | 8. březen 1921                           | 13. březen 1921                          | Konzervativní                                  | Král Alfons XIII. (1902–1931)                     |                                          |                                          |                                          |
|                                                             | Manuel Allendesalazar (podruhé)          | 13. březen 1921                          | 14. srpen 1921                           | Konzervativní                                  | Král Alfons XIII. (1902–1931)                     |                                          |                                          |                                          |
|                                                             | Antonio Maura (popáté)                   | 14. srpen 1921                           | 8. březen 1921                           | Konzervativní                                  | Král Alfons XIII. (1902–1931)                     |                                          |                                          |                                          |
|                                                             | José Sánchez-Guerra                      | 8. březen 1922                           | 7. prosinec 1922                         | Konzervativní                                  | Král Alfons XIII. (1902–1931)                     |                                          |                                          |                                          |
|                                                             | Manuel García Prieto (popáté)            | 7. prosinec 1922                         | 15. září 1923                            | Liberální                                      | Král Alfons XIII. (1902–1931)                     |                                          |                                          |                                          |
|                                                             | Miguel Primo de Rivera                   | 15. září 1923                            | 30. leden 1930                           | Španělská vlastenecká unie (UPE) (Diktatura)   | Král Alfons XIII. (1902–1931)                     |                                          |                                          |                                          |
|                                                             | Dámaso Berenguer                         | 30. leden 1930                           | 18. únor 1931                            | – (Diktatura)                                  | Král Alfons XIII. (1902–1931)                     |                                          |                                          |                                          |
|                                                             | Juan Bautista Aznar                      | 18. únor 1931                            | 14. duben 1931                           | – (Diktatura)                                  | Král Alfons XIII. (1902–1931)                     |                                          |                                          |                                          |
| Premiéři Španělské republiky (1931–1939)                    |                                          |                                          |                                          |                                                |                                                   |                                          |                                          |                                          |
|                                                             | Niceto Alcalá-Zamora                     | 14. duben 1931                           | 14. říjen 1931                           | Liberální republikánská pravice (DLR)          | -                                                 |                                          |                                          |                                          |
|                                                             | Manuel Azaña                             | 14. říjen 1931                           | 12. září 1933                            | AR                                             | Prezident Niceto Alcalá-Zamora Torres (1931–1936) |                                          |                                          |                                          |
|                                                             | Alejandro Lerroux                        | 12. září 1933                            | 8. říjen 1933                            | PRR                                            | Prezident Niceto Alcalá-Zamora Torres (1931–1936) |                                          |                                          |                                          |
|                                                             | Diego Martínez Barrio                    | 8. říjen 1933                            | 16. prosinec 1933                        | PRR                                            | Prezident Niceto Alcalá-Zamora Torres (1931–1936) |                                          |                                          |                                          |
|                                                             | Alejandro Lerroux (podruhé)              | 16. prosinec 1933                        | 28. duben 1934                           | PRR                                            | Prezident Niceto Alcalá-Zamora Torres (1931–1936) |                                          |                                          |                                          |
|                                                             | Ricardo Samper                           | 28. duben 1934                           | 4. říjen 1934                            | PRR                                            | Prezident Niceto Alcalá-Zamora Torres (1931–1936) |                                          |                                          |                                          |
|                                                             | Alejandro Lerroux (potřetí)              | 4. říjen 1934                            | 25. září 1935                            | PRR                                            | Prezident Niceto Alcalá-Zamora Torres (1931–1936) |                                          |                                          |                                          |
|                                                             | Joaquín Chapaprieta                      | 25. září 1935                            | 14. prosinec 1935                        | nestraník                                      | Prezident Niceto Alcalá-Zamora Torres (1931–1936) |                                          |                                          |                                          |
|                                                             | Manuel Portela Valladares                | 14. prosinec 1935                        | 19. únor 1936                            | nestraník                                      | Prezident Niceto Alcalá-Zamora Torres (1931–1936) |                                          |                                          |                                          |
|                                                             | Manuel Azaña (podruhé)                   | 19. únor 1936                            | 10. květen 1936                          | IR                                             | Prezident Niceto Alcalá-Zamora Torres (1931–1936) |                                          |                                          |                                          |
|                                                             | Augusto Barcia Trelles (zastupující)     | 10. květen 1936                          | 13. květen 1936                          | IR                                             | Prezident Manuel Azaña Díaz (1936–1939)           |                                          |                                          |                                          |
|                                                             | Santiago Casares Quiroga                 | 13. květen 1936                          | 19. červenec 1936                        | IR                                             | Prezident Manuel Azaña Díaz (1936–1939)           |                                          |                                          |                                          |
|                                                             | José Giral                               | 19. červenec 1936                        | 4. září 1936                             | IR                                             | Prezident Manuel Azaña Díaz (1936–1939)           |                                          |                                          |                                          |
|                                                             | Francisco Largo Caballero                | 4. září 1936                             | 17. květen 1937                          | Socialistická dělnická strana Španělska (PSOE) | Prezident Manuel Azaña Díaz (1936–1939)           |                                          |                                          |                                          |
|                                                             | Juan Negrín                              | 17. květen 1937                          | 6. březen 1939                           | PSOE                                           | Prezident Manuel Azaña Díaz (1936–1939)           |                                          |                                          |                                          |
| Premiéři Španělského státu (Francova režimu 1936–1975)      |                                          |                                          |                                          |                                                | Prezident Manuel Azaña Díaz (1936–1939)           |                                          |                                          |                                          |
|                                                             | Francisco Franco                         | 30. leden 1938                           | 8. červen 1973                           | Falanga (FET de la JONS)                       | Hlava státu Francisco Franco (1936–1975)          |                                          |                                          |                                          |
|                                                             | Luis Carrero Blanco                      | 9. červen 1973                           | 20. prosinec 1973                        | Falanga                                        | Hlava státu Francisco Franco (1936–1975)          |                                          |                                          |                                          |
|                                                             | Torcuato Fernández-Miranda (zastupující) | 20. prosinec 1973                        | 31. prosinec 1973                        | Falanga                                        | Hlava státu Francisco Franco (1936–1975)          |                                          |                                          |                                          |
|                                                             | Carlos Arias Navarro                     | 31. prosinec 1973                        | 20. listopad 1975                        | Falanga                                        | Hlava státu Francisco Franco (1936–1975)          |                                          |                                          |                                          |
| Premiéři Španělského království (od roku 1975)              |                                          |                                          |                                          |                                                | Hlava státu Francisco Franco (1936–1975)          |                                          |                                          |                                          |
|                                                             | Carlos Arias Navarro                     | 20. listopad 1975                        | 1. červenec 1976                         | Falanga                                        | Král Juan Carlos I. (1975–2014)                   |                                          |                                          |                                          |
|                                                             | Fernando de Santiago (zastupující)       | 1. červenec 1976                         | 3. červenec 1976                         | Falanga                                        | Král Juan Carlos I. (1975–2014)                   |                                          |                                          |                                          |
|                                                             | Adolfo Suárez                            | 3. červenec 1976                         | 25. únor 1981                            | Unie demokratického středu (UCD)               | Král Juan Carlos I. (1975–2014)                   |                                          |                                          |                                          |
|                                                             | Leopoldo Calvo-Sotelo                    | 25. únor 1981                            | 2. prosinec 1982                         | UCD                                            | Král Juan Carlos I. (1975–2014)                   |                                          |                                          |                                          |
|                                                             | Felipe González                          | 2. prosinec 1982                         | 4. květen 1996                           | PSOE                                           | Král Juan Carlos I. (1975–2014)                   |                                          |                                          |                                          |
|                                                             | José María Aznar                         | 4. květen 1996                           | 17. duben 2004                           | Lidová strana (PP)                             | Král Juan Carlos I. (1975–2014)                   |                                          |                                          |                                          |
|                                                             | José Luis Rodríguez Zapatero             | 17. duben 2004                           | 21. prosinec 2011                        | PSOE                                           | Král Juan Carlos I. (1975–2014)                   |                                          |                                          |                                          |
|                                                             | Mariano Rajoy                            | 21. prosinec 2011                        | 1. červen 2018                           | PP                                             | Král Juan Carlos I. (1975–2014)                   |                                          |                                          |                                          |
|                                                             | Mariano Rajoy                            | 21. prosinec 2011                        | 1. červen 2018                           | PP                                             | Král Filip VI. Španělský (od roku 2014)           |                                          |                                          |                                          |
|                                                             | Pedro Sánchez                            | 1. červen 2018                           | úřadující                                | PSOE                                           |                                                   |                                          |                                          |                                          |